# Symphonie no 1 de Balakirev
Pour les articles homonymes, voir Symphonie no 1.
La Symphonie no 1 en ut majeur est une symphonie de Mili Balakirev. Composée entre 1864 et 1897, elle fut créée le 11 avril 1898 à Saint-Pétersbourg.

## Analyse de l'œuvre
1. Largo - Allegro vivo
2. Scherzo
3. Andante
4. Allegro moderato

Durée approximative : 40 minutes.